# قرار مجلس الأمن التابع للأمم المتحدة رقم 849
قرار مجلس الأمن التابع للأمم المتحدة رقم 849، الذي تم تبنيه بالإجماع في 9 يوليو 1993، بعد أن أشار المجلس بقلق القتال الأخير حول سوخومي في منطقة أبخازيا المتنازع عليها، طلب من الأمين العام بطرس بطرس غالي إرسال مبعوثه الخاص إلى المنطقة في من أجل التوصل إلى اتفاق لوقف إطلاق النار بين أبخازيا وجورجيا، وبمجرد تنفيذها، سمح بإرسال 50 مراقباً عسكرياً. كان أول قرار لمجلس الأمن بشأن الصراع.
كما طُلب من الأمين العام تقديم توصيات بشأن تفويض المراقبين العسكريين، أثناء جهوده لإطلاق عملية سلام تشمل أبخازيا وجورجيا إلى جانب روسيا كوسيط
وأخيراً، طُلب من حكومة جورجيا الدخول في مفاوضات مع الأمم المتحدة بشأن اتفاق مركز القوات لتيسير النشر المبكر للمراقبين.

## روابط خارجية
- نص القرار في undocs.org